# Petra De Sutter
Petra De Sutter (Oudenaarde, 10 de juny del 1963) és una ginecòloga belga i política del Partit Verd flamenc. Des del primer d'octubre del 2020, De Sutter ocupa el càrrec de Viceprimera Ministra del govern del Primer Ministre Alexander De Croo.
De Sutter havia estat eurodiputada del 2019 al 2020. També fou professora de ginecologia a la Universitat de Gant i cap del Departament de Medicina Reproductiva de l'Hospital Universitari de Gant.
És la primera persona transgènere que ocupa un càrrec ministerial a Europa.